# Vicalvi
Vicalvi är en ort och kommun i provinsen Frosinone i regionen Lazio i Italien. Kommunen hade 755 invånare (2018).